# One Small Day
One Small Day är den brittiska new Romanticgruppen Ultravox's första singel från albumet Lament. Den skrevs av bandmedlemmarna: Midge Ure, Chris Cross, Warren Cann och Billy Currie. Den låg sex veckor på englandslistan och nådde som bäst en tjugosjunde placering i februari 1984.

## Låtlista

### 7"-format
1. "One Small Day" - 4:27
2. "Easterly" - 3:48

### 12"-format
1. "One Small Day (Special Re-Mix)" - 7:48
2. "Easterly" - 3:48
3. "One Small Day" - 4:27